# Droga wojewódzka nr 181
Droga wojewódzka nr 181 (DW181) – droga wojewódzka w województwie lubuskim i wielkopolskim. Długa na ok. 53 km trasa łączy Drezdenko przez Wieleń z Czarnkowem. Na całej długości trasa biegnie równolegle do koryta Noteci.

## Miejscowości przy trasie
- Drezdenko
- Niegosław
- Chełst
- Drawsko
- Drawski Młyn
- Wieleń
- Rosko
- Ciszkowo
- Czarnków